# Bugarmee (Deutsches Kaiserreich)

Standarte eines Stabes eines Armeeoberkommandos (1871–1918)

Als Bugarmee / Armeeoberkommando Bug (AOK Bug) wurde ein Großverband und die dazugehörigen Kommandobehörde des deutschen Heeres während des Ersten Weltkrieges (1914–1918) bezeichnet. Sie umfasste jeweils mehrere Armee- oder Reservekorps sowie zahlreiche Spezialtruppen.

## Geschichte

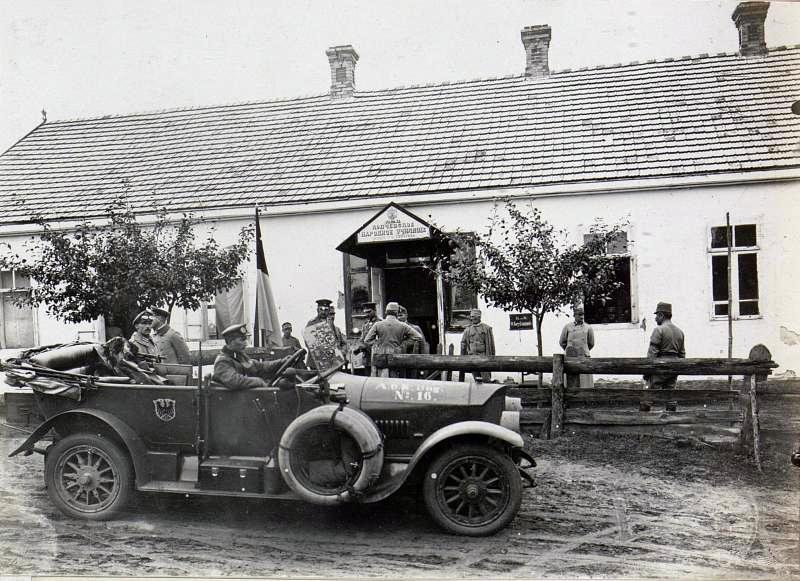
Der Kommandeur der deutschen Bugarmee General Linsingen bei einem Besuch des 10. Korpskommandos in Kopcza an Kolky (Rajon Manewytschi) am 20. September 1915.

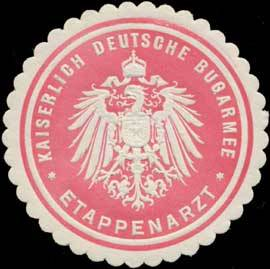
Siegelmarke deutsche Burgarmee Etappenarzt

Um die österreichisch-ungarischen Streitkräfte an der Ostfront zu unterstützen, wurden Anfang 1915 deutsche Truppen in die ungarischen Karpathen befohlen. Die Führung dieser Truppen oblag dem Generalkommando des II. Armee-Korps, das zu diesem Zweck am 11. Januar 1915 in ein reguläres Armeeoberkommando mit der Bezeichnung „Süd“ umgewandelt wurde. Die unterstellten Truppen wurden damit als Südarmee zusammengefasst. 
Am 8. Juli 1915 erfolgte eine Umorganisation. Generalfeldmarschall von Mackensen musste sich bei der Ende Juni 1915 begonnenen Bug-Offensive verstärken, rechts von der 11. Armee wurde die neuformierte Bug-Armee unter General der Infanterie von Linsingen formiert. Das bisherige Armeeoberkommando Süd verlegte unter Zurücklassung der bisher befehligten Truppen nach Lemberg, wo es den Befehl über andere Verbände übernahm und fortan als Armeeoberkommando Bug bzw. Bugarmee, nach den gleichnamigen Fluss Bug bezeichnet wurde. 
Linsingen hatte Mackensens Vorstoß am westlichen Ufer des Bug nach Norden zu begleiten, seine Armee wurde aus drei Korpsgruppen gebildet: 
Beskidenkorps unter General von der Marwitz (ab 21. Juli unter General Hofmann)
- 25. Reserve-Division
- 35. Reserve-Division
- 4. Infanterie-Division

XXIV. Reserve-Korps (Deutsches Kaiserreich) (Gruppe Gerok) 
- Bayerische 11. Infanterie-Division
- 107. Infanterie-Division

XXXXI. Reserve-Korps (Gruppe Winckler) 
- 81. Reserve-Division
- 82. Reserve-Division

Am 20. September 1915 übernahm General von Linsingen zudem den Befehl über die nach ihm benannte neu formierte Heeresgruppe Linsingen. Die Bugarmee wurde deshalb in mehrere „Gruppen“ geteilt und dem Heeresgruppenkommando direkt unterstellt. Als sich das Ende des Krieges gegen Russland abzeichnete, wurde die Heeresgruppe und damit auch die Bugarmee am 23. Januar 1918 als Großverband aufgelöst.

## Verweise